# Scaptodrosophila chocolata
Scaptodrosophila chocolata är en tvåvingeart som först beskrevs av Bock 1984.  Scaptodrosophila chocolata ingår i släktet Scaptodrosophila och familjen daggflugor. Inga underarter finns listade i Catalogue of Life.